# Клеастер-Аньюм
Клеастер-Аньюм (нидерл. Kleaster Anjum) — деревня в нидерландской провинции Фрисландия. Входит в муниципалитет Вадхуке.
Первое упоминание о населённом пункте датируется 1275 годом. До 1963 года он имел статус деревни. В настоящее время в нём насчитывается около 20 домов.